# Плот (рассказ)
«Плот» (англ. The Raft) — рассказ американского писателя Стивена Кинга, впервые предположительно опубликованный в 1969 году в журнале «Адам» под названием The Float. Так как оригинал рукописи был утерян, Кинг переписал его по памяти и в 1982 году произведение было выпущено как приложение к журналу Gallery. Позже новелла вошла в авторский сборник рассказов «Команда скелетов». По признанию писателя, гонорар за рассказ помог избежать тюремного заключения за мелкую кражу.
Согласно основной сюжетной линии, четверо молодых людей отправляются на отдалённое и безлюдное озеро, чтобы искупаться последний раз за сезон. Они взбираются на небольшой деревянный плот, к которому подплывает плотоядное чёрное пятно неизвестного происхождения. Рассказ был номинирован на премию Локус как лучшая повесть. Литературные критики положительно восприняли симпатичных персонажей, пугающее повествование и называли «Плот» прекрасным образцом раннего творчества писателя и одним из лучших примеров психологического ужаса американской литературы. Рассказ был экранизирован в 1987 году в качестве одной из трёх историй, вошедших в состав фильма «Калейдоскоп ужасов 2».

## Сюжет
Четверо молодых людей — Рэнди (англ. Randy), Дийк (англ. Deke), Рейчел (англ. Rachel) и Лаверн (англ. LaVerne), желая отметить окончание сезона, приехали отдохнуть за город на озеро Каскейд (англ. Cascade Lake), находящееся в сорока милях от Питтсбурга. Задумка состояла в том, чтобы доплыть в холодной воде до плота и вернуться обратно. Рэнди замечает чёрное жижеобразное пятно небольшого диаметра, едва выделяющееся на фоне остальной воды. Все четверо плывут к плоту. Первыми забираются парни, и Рэнди видит, как пятно движется в их сторону. Девушки также взбираются на доски, прежде чем пятно успевает доплыть к ним. Рэнди чувствует что-то неладное и предостерегает остальных.
Рейчел, будто зачарованная, касается пятна и оно поглощает её, увеличившись в размерах. Группа понимает, что в результате спонтанности их поездки, никто из их знакомых не знает, где они находятся. Удаленность озера практически исключает появление случайных прохожих. Потом существо забирается под плот. Рэнди видит всполохи цветов и у него возникает неодолимое желание дотронуться до него, тогда усилием воли он бьёт себя в нос, чтобы прийти в себя. Дийк собирается доплыть до берега, но вдруг останавливается и начинает кричать: существо соприкоснулось с его ногой сквозь щели между досками. Рэнди пытается вытащить друга, но не может и пятно постепенно протаскивает Дийка через узкую щель и пожирает. Лаверн бросается к Рэнди в состоянии шока и отключается. Рэнди понимает, что упустил хорошую возможность доплыть до берега, пока существо было занято. Кроме того, ему пришлось бы оставить Лаверн лежать, что неминуемо бы убило её.
Наступает ночь. От усталости Рэнди и, пришедшая в себя Лаверн, сменяют друг друга — пока один сидит, другая стоит. Пятно меняет положение, вновь пытаясь загипнотизировать и дезориентировать своих жертв. Лаверн предлагает находиться как можно ближе друг к другу, чтобы согреться. Ренди касается её груди, и в конечном итоге они занимаются сексом. Во время коитуса, волосы Лаверн опускаются в воду, и существо начинает пожирать её с головы. Понимая, что не в силах ей помочь, Рэнди пинком скидывает девушку за борт, ускоряя её смерть. Проходит день. Рэнди фантазирует о спасении, страдая от усталости и недосыпа. Он не может сесть, поскольку существо заплывает под плот при каждой попытке и пытается добраться до него через щели. С наступлением темноты Рэнди понимает безысходность своего положения. Он думает о самоубийстве. Пятно играет красками. Рэнди не отводит взгляд. Вдалеке кричит гагара:177-178.

## Написание
Рассказ был написан в 1968 году под рабочим названием The Float (с англ. — «Поплавок»). Спустя год писатель продал новеллу в порнографический журнал «Адам» (англ. Adam) за 250 долларов. По практике того времени, оплата поступала не сразу после продажи, а только после публикации. Будучи студентом, весной 1970 года, возвращаясь ночью на форде, Кинг наехал на дорожный конус, отгораживающий свежевыкрашенный пешеходный переход. Несмотря на то, что краска уже высохла, конусы не были убраны с наступлением темноты. Один из них повредил автомобиль, посему подвыпивший Стивен, испытывая «праведный гнев», решил собрать их и отвезти в полицейский участок, представляя себя претендентом на медаль «за спасение глушителей и выхлопных труб автомобилей местных жителей». Писатель успел собрать 150 штук, прежде чем его остановила патрульная машина. Полицейский Ороно долго всматривался в кузов универсала, после чего спросил: «Сынок, это твои дорожные конусы?». Кинга забрали в участок, где он провёл остаток ночи.
Спустя месяц окружной суд Бангора признал его виновным в мелком хищении имущества. Для того, чтобы попасть на процесс, Стивен взял выходной на работе, сказав, что отгул ему требуется для поездки на похороны дальнего родственника жены. В то время он трудился на автозаправке в Брюере:101-102. «Адвокатом на процессе выступал я сам и выставил своего клиента круглым идиотом». В качестве наказания был назначен штраф в 250 долларов, которые нужно было заплатить в течение семи дней, в противном случае писателя ждало месячное пребывание в Пенобскотской тюрьме. Таких денег у Стивена не было, но писателю помог случай в духе Deus ex machina — он получил чек за рассказ и, обналичив его, уплатил штраф, решив при этом стать убежденным трезвенником. «Насчёт трезвости я, конечно, погорячился, но, можете мне поверить, с конусами более в конфликт не вступал». Один из родственников начальницы Стивена просмотрел список дел, назначенных к слушанию в тот день, и сообщил, что её работника вызывали в суд. На следующий день после процесса Кинга уволили:101-102.
Писатель так и не получил экземпляр первого выпуска рассказа, найти журнал в свободной продаже также не удалось. Кинг писал, что будет благодарен тому, кто сможет прислать ему ксерокопию этой работы, «или хотя бы открытку, в подтверждение того факта, что я не сумасшедший». Кинг вспомнил о произведении вновь в 1981 году, в Питсбурге, во время доработки сценария фильма «Калейдоскоп ужасов». Заскучав, писатель вновь написал рассказ уже под названием «Плот», сохранив основные элементы, но изменив некоторые детали. «Плот» публиковался в виде брошюры как приложение к ноябрьскому выпуску 1982 года журнала Gallery, а также позже вошёл в антологию научной фантастики и фэнтези под редакцией Гэрина Г. Робертса.

## Критика
В 1983 году произведение было номинировано на премию Локус как лучшая повесть. Некоторые обозреватели относили «Плот» к числу лучших работ сборника «Команда скелетов», а также лучших рассказов писателя вообще. Тематически начало новеллы повествует о лете любви, а финал — о потере. Умело сбалансированный контраст даёт ощущение значительного диапазона возможностей Кинга как писателя:114. Фактически Кинг описывает четыре типа персонажей: Глупца, Задаваку, Безвольную Жертву и Осторожного Аутсайдера:177-178. У Рэнди прослеживается гомофобия — страх, что его примут за гея, что характерно для ряда героев писателя — Чарли из «Ярости», Гарольда из «Противостояния», Гаррати из «Долгой прогулки»:80. Протагонист застенчив и напоминает утончённую версию Хрюши из «Повелителя мух» Уильяма Голдинга. Дийк же, напротив, стереотипный пример сексуально распущенного парня, употребляющего алкоголь. Тем не менее герои в значительной степени симпатичны. Физические параметры персонажей являются отражением их психологического состояния. Любовная сцена характеризовалась как «волнующая», и словно по Фрейду, за сексом следует смерть. Скидывание Лаверн в воду — отнюдь не геройский поступок. В финале персонаж остается на плоту один, «в тоске ожидая помощи», хотя спасение может быть только чудом:177-178.
Произведение было подвергнуто широкому обсуждению, в отличие от множества других рассказов писателя того времени, вероятно из-за того, что оно «пугающе архетипично». Критики считали сюжет инкапсуляцией «жанра брызг»:99, а историю — «ужасающе чудесной», твёрдой и страшной, простой и эффектной. Натурализм окружающей среды создаёт ощущение коллективного кошмара:100. Новелла может взволновать, но её последствия эфемерны:264. Тревожность повествования передаётся за счёт изоляции озера, его холодных вод, неумолимости окончания сезона. Подобных уединённых озёр великое множество в штате Мэн, излюбленном писателем месте действия:33. «Плот» искренне пугает и заставляет переживать за персонажей. Сюжетная канва напоминает повесть Джозефа Пайна Брэннана «Слизь». Монстра, представляющего из себя постмодернистскую субстанцию, сравнивали с чудовищами из фильмов Роджера Кормана, и считали, что в нём есть некоторая доля клише:100:21. Пятно излучает гипнотичные цвета и, вероятно, растёт за счёт поглощения новых жертв. Оно существует без какого-либо логического обоснования.
На абстрактном уровне в произведении прослеживается конфликт между детством и взрослением, ритуал потери невинности. В рассказе Кинг играет с типографикой для передачи звуков. Рейчел не просто кричит о помощи; её слова отражают язык боли: «Помогите больно пожалуйста помогите больно БОЛЬНО БООООЛЬНООО…» (англ. ‘Help it hurts please help it hurts IT HURTS IT HURRRRTS):112. Особое место в стилистике писателя занимает курсив. Этим начертанием в произведении выделены фрагменты песни:114, которую поёт главный герой в конце рассказа. Подобный финал роднит «Плот» с «Тем, кто хочет выжить» и «Пляжем». Одиночество на плоту и неминуемая смерть — всё равно что лента «„Челюсти“, заканчивающаяся после первого нападения акулы». «Плот» — прекрасный образец раннего творчества автора и яркое доказательство писательского мастерства. По мнению Тони Мэджистрейла, новелла, наравне с «Обезьяной», является одним из лучших примеров психологического ужаса американской литературы.

## Экранизация
«Плот» был экранизирован Майклом Горником в 1987 году в качестве одной из трёх историй, вошедших в состав фильма «Калейдоскоп ужасов 2». Сценарий был написан самим Кингом и Джорджем Ромеро:263. На съёмках первой части Горник работал оператором, к продолжению же получил повышение до режиссёра. Роль Рэнди исполнил Дэниэл Бир, Дийка — Пол Сэттерфилд, Рейчел — Ханна Пейдж, Лаверн — Джереми Грин. На ленте сказались бюджетные ограничения. В основе использованной истории лежит мощная история, но проблемы возникают при её визуализации. Читатель может себе представить аморфную, мыслящую сущность с враждебными намерениями, на экране же монстр выглядит как пенистый рдест, двигающийся с булькающим, сосущим звуком без намёков на гипнотические способности своего книжного предшественника. Открытые двери автомобиля и играющее радио создают дразнящее чувство близости безопасности. В финале Рэнди успевает вылезти на берег, однако пятно хватает его, накрывая, будто одеяло. Некоторые обозреватели считали, что рассказ всё же лучше экранизации. Так в сексуальной сцене в первоисточнике и Лаверн и Рэнди бодрствуют, в то время как в фильме последняя спит, что придаёт герою ореол насильника. Впрочем положительной оценки удостоилось более завершённое окончание.